# Trichosteleum volutum
Trichosteleum volutum là một loài rêu trong họ Sematophyllaceae. Loài này được (Mitt.) Mohamed mô tả khoa học đầu tiên năm 1985.